# Cadiz City

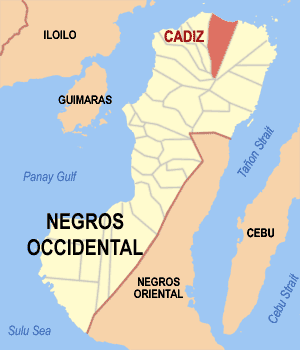
Cadiz Citys läge i provinsen Negros Occidental.

Cadiz City är en stad i Filippinerna. Den ligger i provinsen Negros Occidental i regionen Västra Visayas och hade 150 750 invånare vid folkräkningen 2007. Staden är indelad i 22 smådistrikt, barangayer, varav sju är klassificerade som urbana.